# Bracquemont
Bracquemont är en kommun i departementet Seine-Maritime i regionen Normandie i norra Frankrike. Kommunen ligger i kantonen Dieppe-Est som tillhör arrondissementet Dieppe. År 2018 hade Bracquemont 854 invånare.

## Befolkningsutveckling
Antalet invånare i kommunen Bracquemont
| Referens: INSEE |